# Hassgesang
Hassgesang — немецкая рок-группа из города Тельтов. Некоторые её альбомы вышли также под аббревиатурой «H.G.».

## История группы
Группа «Hassgesang» была основана в 2000 году. После выпуска первого демо группа стала поддерживать контакты с музыкальными коллективами из других стран. В 2001 был выпущен альбом Helden für’s Vaterland (рус. Герои для Отечества) на шведском лейбле Black Sun Records. В названии группы двойная s была стилизована под символику СС, а на обложке помещено было изображение Адольфа Гитлера с нацистским приветствием. Следующий альбом Bis zum letzten Tropfen Blut (рус. До последней капли крови) появился в 2003. Он был записан на американском лейбле Micetrap Records. На обложке диска была изображена полупрозрачная свастика и ограда концлагеря. Оба альбома содержат песни, пропагандирующие национал-социалистическую идеологию. Федеральная контрольная инстанция по средствам массовой информации, способным нанести вред молодёжи (нем. Bundesprüfstelle für jugendgefährdende Medien) запретила распространение обоих альбомов, а также Demo. В 2008 году один из музыкантов группы был приговорён районным судом Котбуса за «публичное подстрекательство к совершению преступлений и подстрекательство» к наказанию в виде штрафа.
Третий альбом Alte Kraft soll neu entstehen (рус. Старая сила должна возникнуть вновь) не нарушал немецкое законодательство. В альбоме по сравнению с другими предыдущими не было пропаганды национал-социалистическую идеологии; свастика и SS-руны также отсутствовали в оформлении. Четвёртый альбом Frei sein (рус. Быть свободным) был выпущен в 2007 году под сокращённым названием группы «H.G.». Этот альбом также не нарушал немецкое законодательство. Альбомы Alte Kraft soll neu entstehen и Frei sein были записаны достаточно профессионально, стиль музыки представлял собой сочетание нескольких музыкальных стилей — метала, Deutschpunk и хейткора. В одной из песен можно заметить отголоски стиля регги.
В 2007 году группа участвовала в проекте Schulhof CD – 60 Minuten Musik gegen 60 Jahre Umerziehung (рус. 60 минут музыки против 60 лет Перевоспитания), организованном немецкими правыми группами, известными как Freie Kameradschaften — Свободные товарищества в Верхней Франконии, а также в подобном проекте, организованном NPD в 2009 году.
В 2009 году был выпущен сплит Unity in Action с группой «Коловрат».
В 2010 был выпущен новый альбом под названием Generation, die sich wehrt (рус. Поколение, защищающее себя).
Участники группы играют в других проектах, таких как «No Escape» и «Agnar».

## Дискография

### Альбомы
- Helden für’s Vaterland (2001) (индексировано)
- Bis zum letzten Tropfen Blut (B.z.l.T.B.) (2003) (индексировано)
- Alte Kraft soll neu entstehen (2005)
- Frei sein (под названием HG, 2007)
- Generation, die sich wehrt (2010)

### Другие публикации
- Demo (2000) (индексировано)
- Unity in action (сплит с группой «Коловрат», 2009)

### Другие проекты
- No Escape — Break The Silence (2004)
- Agnar — Rufe Aus Alter Zeit (2004)
- Agnar — Worte können Ketten brechen (2005)
- Anger Within — Fight, Live Act, Give (2005)
- Anger Within — Lost Path